# Mentők (televíziós sorozat, 1984)
A Mentők (eredeti cím Sanitka) egy 1984-ben bemutatott 11 részes csehszlovák tévéfilmsorozat.

## Készítették
- Forgatókönyvíró: Jiří Hubač, Jindřich Fairaizl
- Zeneszerző: Pavel és Petr Orm

## Szereplők
| Szerep                   | Színész           | Magyar hang              | Megjegyzés              |
| ------------------------ | ----------------- | ------------------------ | ----------------------- |
| Vojtěch (Vojta) Jandera  | Jaromír Hanzlík   | Jakab Csaba              |                         |
| Jarda Jandera            | Tomáš Juřička     | Lippai László            | Vojta öccse             |
| Eva Houdková             | Eva Hudečková     | Borbás Gabi, Kovács Nóra | Doktornő                |
| Eliška Vorlová/Janderová | Zlata Adamovská   | Málnai Zsuzsa            |                         |
| Korejs                   | Zdeněk Srstka     | Újlaki Dénes             | "husi" ápoló            |
| Fanda Beznoska           | Pavel Zedníček    | Usztics Mátyás           |                         |
| Jaroš                    | Josef Vinklář     | Gruber Hugó              | igazgató                |
| Richard Skalka           | Jiří Bartoška     | Dunai Tamás              | orvos (hypoglycaemia)   |
| Cyril Jandera            | Josef Karlík      | Simon György             | Vojtěch apja            |
| Pudil                    | Petr Nárožný      | Makay Sándor             |                         |
| Erika                    | Simona Stašová    | Földessy Margit          | diszpécsernő            |
| Jaruška                  | Věra Galatíková   | Dallos Szilvia           | diszpécsernő            |
| Alžběta                  | Ivana Andrlová    | Segesvári Gabriella      | Jarda barátnője         |
| Kamil Jandera            | Ota Sklenčka      | Bodor Tibor              |                         |
| Václav Mádr              | Petr Kostka       | Ujréti László            | orvos                   |
| Evžen Adamec             | František Němec   | Varga T. József          | orvos                   |
| Holoubek                 | Vladimír Dlouhý   | Balázsi Gyula            | orvos                   |
| Miluška                  | Zdena Hadrbolcová | Szécsi Vilma             | Vojtěch mostohaanyja    |
|                          | Nataša Gollová    |                          | beteg a kórházban       |
|                          | Ladislav Pešek    | Benkő Gyula              |                         |
| Míla                     | Karel Heřmánek    | Koroknay Géza            | Eliška volt férje       |
| Vorel úr                 | Vladimír Krška    | Szabó Ottó               | Eliška alkoholista apja |
| Jan Karlík               | Svatopluk Skopal  | Rátóti Zoltán            | orvos                   |
|                          | Míla Myslíková    |                          | diszpécsernő            |
| Marie Čermáková          | Marie Vášová      | Kádár Flóra              |                         |
| Dr. Kotek                | Zdeněk Ornest     | Bács Ferenc              |                         |
| Mentős / Bácsi           | Miroslav Zounar   | Füzessy Ottó             |                         |
| Dr. Novotný              | Zdeněk Řehoř      | Kun Vilmos               | rangidős orvos          |
| Jarolím úr               | Ladislav Krivácek | Rajhona Ádám             | feltaláló               |
|                          | Josef Langmiler   | Somogyvári Pál           |                         |
|                          |                   |                          |                         |

További magyar hangok: ?